# Ferrières-lès-Scey
Ferrières-lès-Scey – miejscowość i gmina we Francji, w regionie Burgundia-Franche-Comté, w departamencie Górna Saona.
Według danych na rok 1990 gminę zamieszkiwały 142 osoby, a gęstość zaludnienia wynosiła 23 osoby/km² (wśród 1786 gmin Franche-Comté Ferrières-lès-Scey plasuje się na 601. miejscu pod względem liczby ludności, natomiast pod względem powierzchni na miejscu 712.).